# Olle Bexell

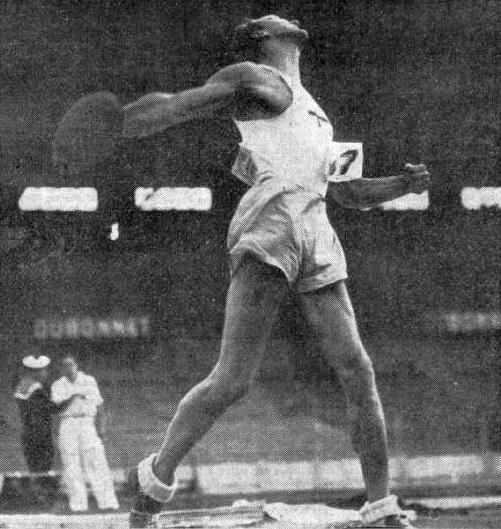
Olle Bexell vainqueur du décathlon aux championnats d'Europe d'athlétisme 1938 à Colombes.

Karl Olof Alfred « Olle » Bexell  (né le 14 juin 1909 à Luleå, mort le 6 janvier 2003 à Uppsala) est un athlète suédois, spécialiste du décathlon.

## Biographie
Il a été champion de Suède dans les années 1935 jusqu'en 1938 inclus. 1938, il a également remporté le titre au pentathlon. 
Il participe aux Jeux olympiques de 1936, à Berlin, et se classe septième de l'épreuve du décathlon avec 6 558 pts. C'est un triplé américain Glenn Morris, Robert Clark et Jack Parker. Son compatriote suédois Leif Dahlgren n'a pas réussi à terminer. 
En 1938, Olle Bexell remporte la médaille d'or des Championnats d'Europe de Paris en devançant avec un total de 7 214 pts le Polonais Witold Gerutto et le Suisse Josef Neumann.
En tant que membre de l' équipe de handball de Upsala Studenters IF, il a participé et remporté la médaille d' or en 1939. Il a été un joueur de tennis actif toute sa vie, jusqu'à ses 90 ans.
Après sa carrière sportive, il était médecin, depuis 1949, il a travaillé comme pédiatre à Uppsala.

### Palmarès
| Date | Compétition           | Lieu   | Résultat | Marque    |
| ---- | --------------------- | ------ | -------- | --------- |
| 1936 | Jeux olympiques       | Berlin | 7e       | 6 558 pts |
| 1938 | Championnats d'Europe | Paris  | 1er      | 7 214 pts |

### Records
| Épreuve   | Performance   | Lieu       | Date            |
| --------- | ------------- | ---------- | --------------- |
| Décathlon | 7 392,540 pts | Eskilstuna | 29 juillet 1934 |